# For What It's Worth (canción de Placebo)
«For What It's Worth» es el primer sencillo oficial del sexto álbum de estudio de la banda Placebo, Battle for the Sun. Fue lanzado el 20 de abril de 2009 y mostrado por primera vez en el programa de la BBC Radio 1 Zane Lowe's, y en versión digital en iTunes y emusic.
Contiene una versión de Nik Kershaw: "Wouldn't It Be Good" en el lado B.
El video de la canción fue lanzado el 21 de abril en la página de MySpace de Placebo.
Debutó en la tabla de sencillos de Reino Unido en el lugar #97 después de su lanzamiento exclusivo via iTunes.

## Lista de canciones

### CD
1. "For What It's Worth".
2. "Wouldn't It Be Good".
3. "For What It's Worth (Demo Versión)".

### 7"
A. "For What It's Worth".
B. "Wouldn't It Be Good".